# Tragocerus spencii
Tragocerus spencii är en skalbaggsart som beskrevs av Hope 1834. Tragocerus spencii ingår i släktet Tragocerus och familjen långhorningar. Inga underarter finns listade i Catalogue of Life.